# 布拉茨凱 (第聶伯羅區)
布拉茨凱（烏克蘭語：Братське），是烏克蘭中部的村莊，隸屬第聶伯羅彼得羅夫斯克州的第聶伯羅區。該村處於莫克拉蘇拉河畔，距離切爾沃尼薩多克0.5公里，海拔高度56米，2001年人口263。